# Pouni (departamento)
Pouni es un departamento de la provincia de Sanguié, en la región Centro-Oeste, Burkina Faso. A 1 de julio de 2018 tenía una población estimada de 54 701 habitantes.
Se encuentra ubicado al norte de la frontera con Costa de Marfil y al oeste de la capital del país, Uagadugú.